# Jucătorul
Jucătorul este un roman al lui Fiodor Dostoievski, publicat pentru prima data în 1866. Titlul original este Игрок, însă în limba rusă nu există articolul hotărât.

## Geneza
În anul 1863 Fiodor Dostoievski se odihnea în orașul Baden-Baden. Acolo în câteva zile a pierdut nu numai toți banii pe care îi avea, dar și pe cei ai prietenei sale Polina Suslova. Ca să scape de datorii, el a încheiat un contract cu editura pentru a scrie cât mai repede romanul «Jucătorul».
În timpul lucrului asupra romanului Dostoievski s-a căsătorit cu stenografa sa Anna Snitkina. Luna de miere au petrecut-o călătorind prin Europa - în același Baden-Baden, unde istoria s-a repetat. După această întîmplare Dostoievski i-a promis soției că n-o să mai joace și, cât de straniu nu ar părea, s-a ținut de cuvânt.
Tema romanului este patima pentru jocurile de noroc. Anume Suslova se socoate prototipul eroinei romanului - Polinei Alexandrovna. Chinuitoarea relație dintre eroul principal și Polina este reflexia relației dintre Dostoievski și Suslova.
Sigmund Freud credea că în "jocul de dragul jocului" din Jucătorul lui Dostoievski nu trebuie să vedem altceva decât funcția psihică a conduitei de auto-pedepsire.

Ultima ediție în limba română a apărut în 2011 la Editura Polirom; ISBN 978-973-46-1939-9